# Paletowa tablica informacyjna

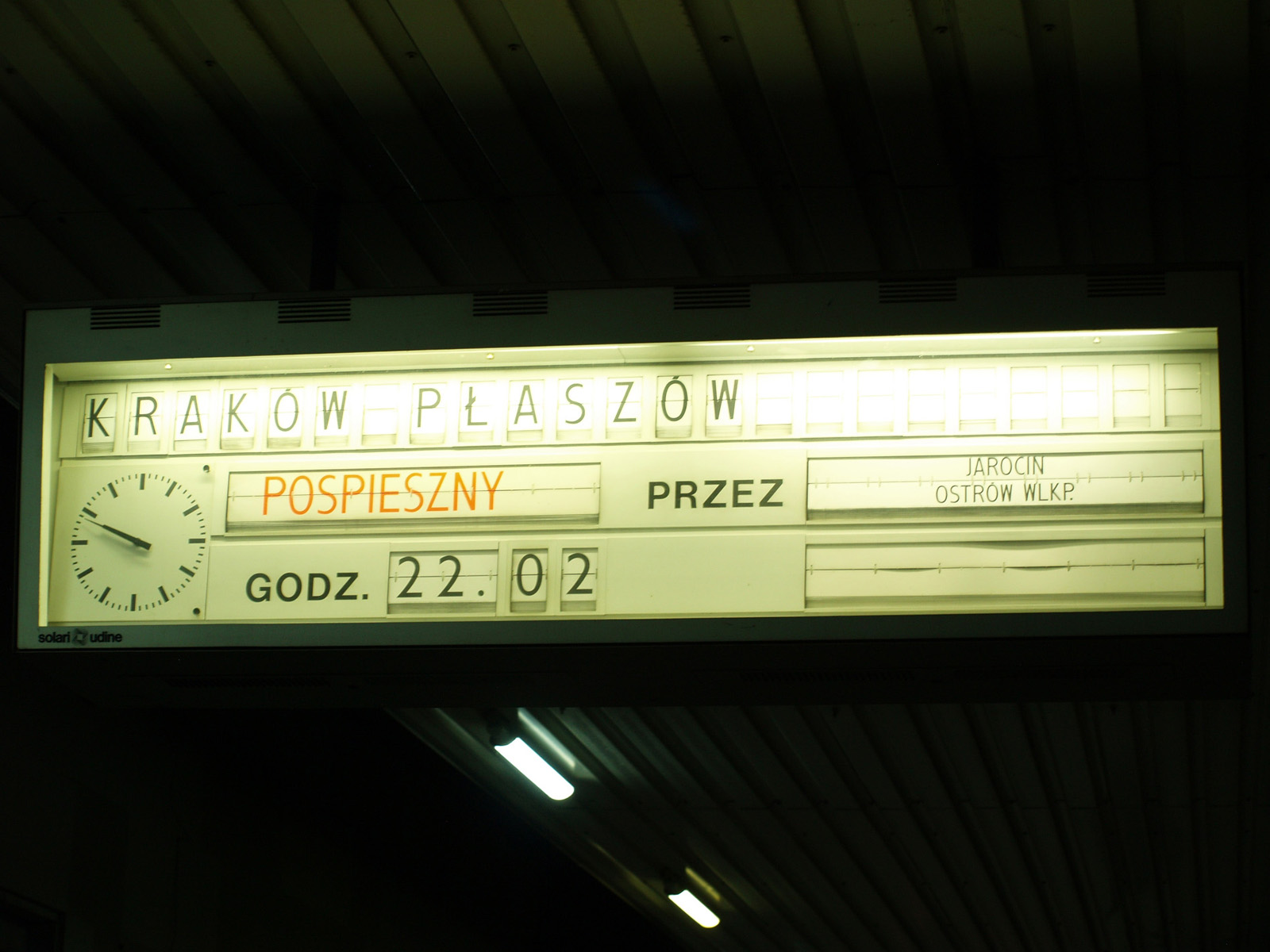
Paletowa tablica informacyjna na stacji Poznań Główny

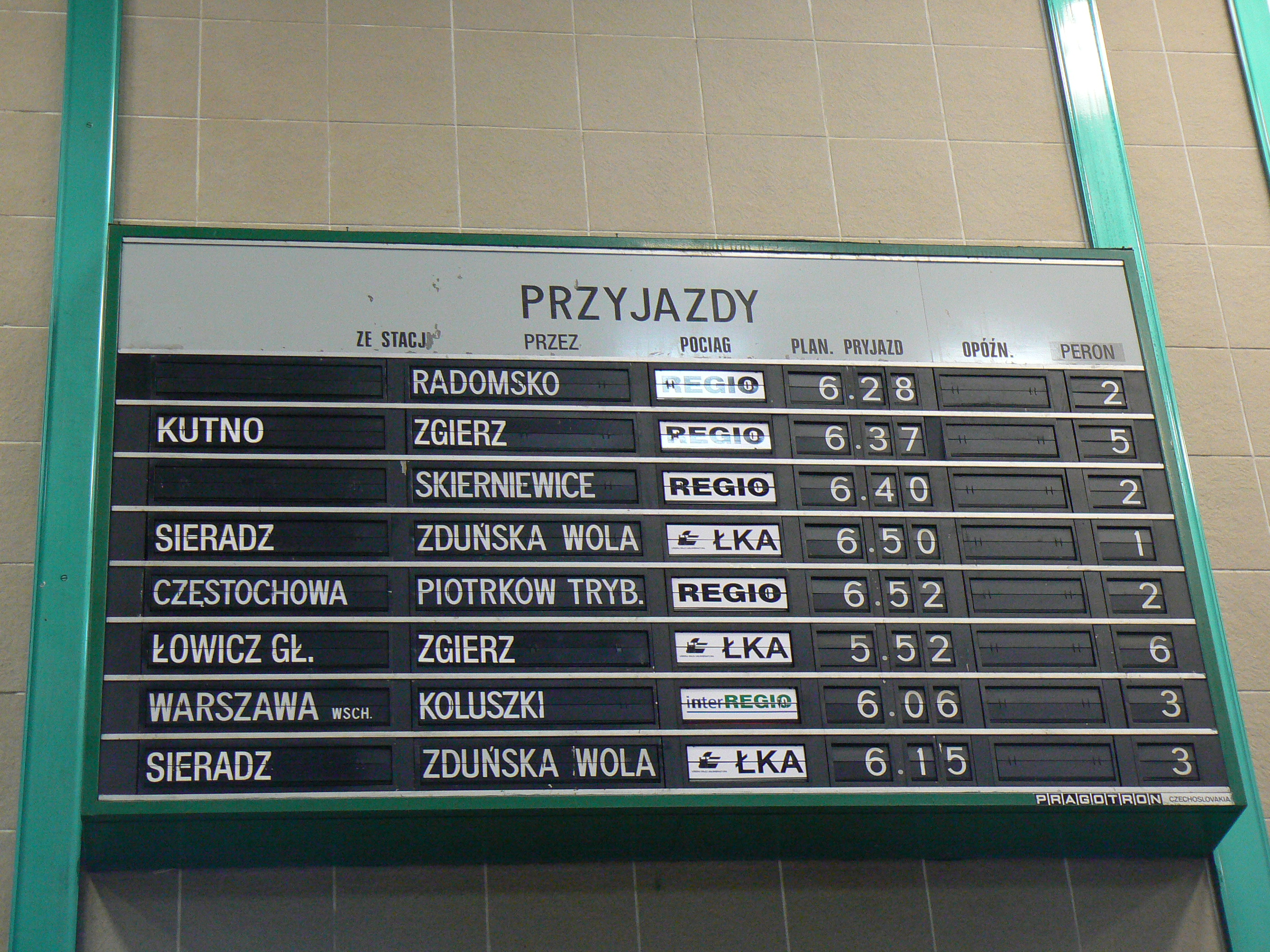
Paletowa tablica informacyjna w hali dworca Łódź Kaliska

Paletowa tablica informacyjna (pot. klapki, pragotron) – elektromechaniczne urządzenie, złożone z obracających się klapek z wydrukowanymi na nich cyframi, literami bądź słowami. Poprzez odpowiednie obracanie klapek można ukazać na tablicy pożądane informacje. Urządzenie to stosowane jest na stacjach kolejowych i lotniskach, gdzie pokazuje informacje o przyjazdach i odjazdach pociągów lub przylotach i odlotach samolotów.

## Rodzaje
Istnieją trzy podstawowe rodzaje tablic paletowych:
- zbiorcze – instalowane w miejscach najczęściej uczęszczanych. To na nich pokazywane są wszystkie potrzebne podróżnym informacje.
- tunelowe – instalowane w tunelach, dojściach do peronów. Pokazują informacje o czasie odjazdu i stacji docelowej.
- peronowe – instalowane bezpośrednio na peronach. Pokazują one takie same informacje jak tablice zbiorcze, jednak bez numeru peronu.

Na paletowej tablicy informacyjnej najczęściej pokazywane są: godzina odjazdu, stacja docelowa, stacja pośrednia (jeśli pociąg dojeżdża kilkoma trasami do stacji), rodzaj pociągu, przewoźnik, czasem również opóźnienie. Paletowe tablice informacyjne są potocznie zwane pragotronami.

## Sterowanie
W przypadku starszych typów, produkcji ZPA Pragotron, paletowe tablice informacyjne są obsługiwane ze stacji, za pomocą specjalnych pulpitów. Do takich systemów wprowadza się dane za pomocą tekturowych kart perforowanych. W nowszych typach, np. produkcji KZŁ w Bydgoszczy, oraz w przypadku dawniej stosowanych na stacji Poznań Główny – Solari Udine, za pomocą komputerów.
Najnowsze tablice konstruowane przez KZŁ w Bydgoszczy są w pełni bezobsługowe i budowane w technologii LCD.